# Línea de contacto (Alemania)

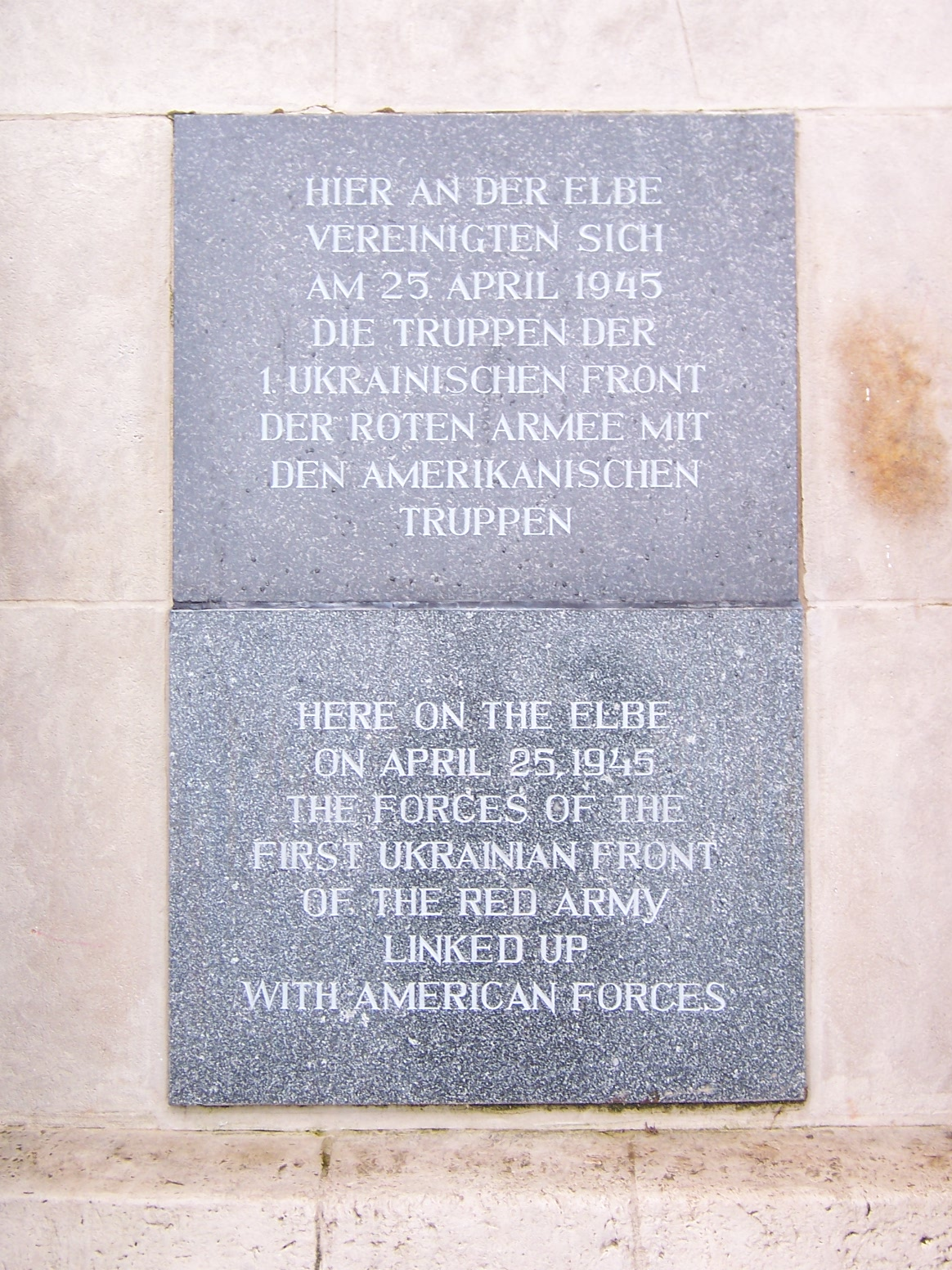
Placa conmemorativa donde tuvo lugar el encuentro entre el "Este y el Oeste" el Día del Elba de 1945, en Torgau.

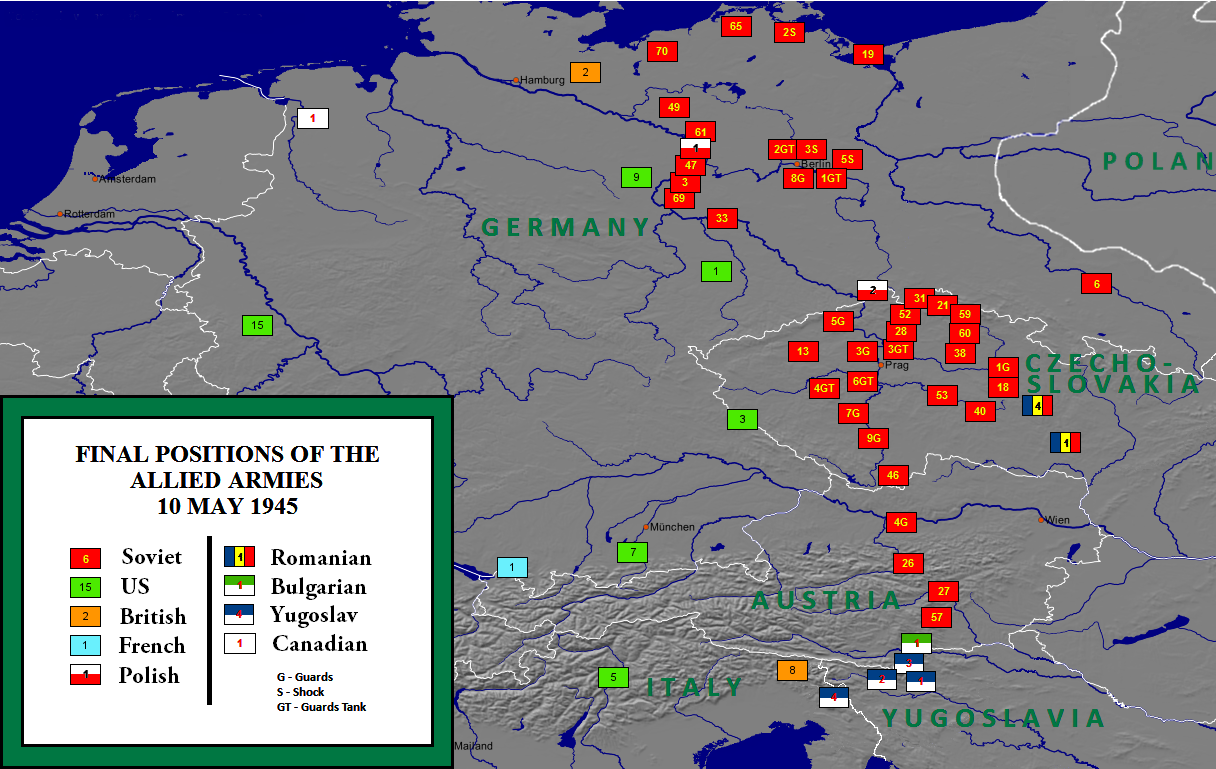
Posiciones finales de los ejércitos aliados occidentales y soviéticos, mayo de 1945

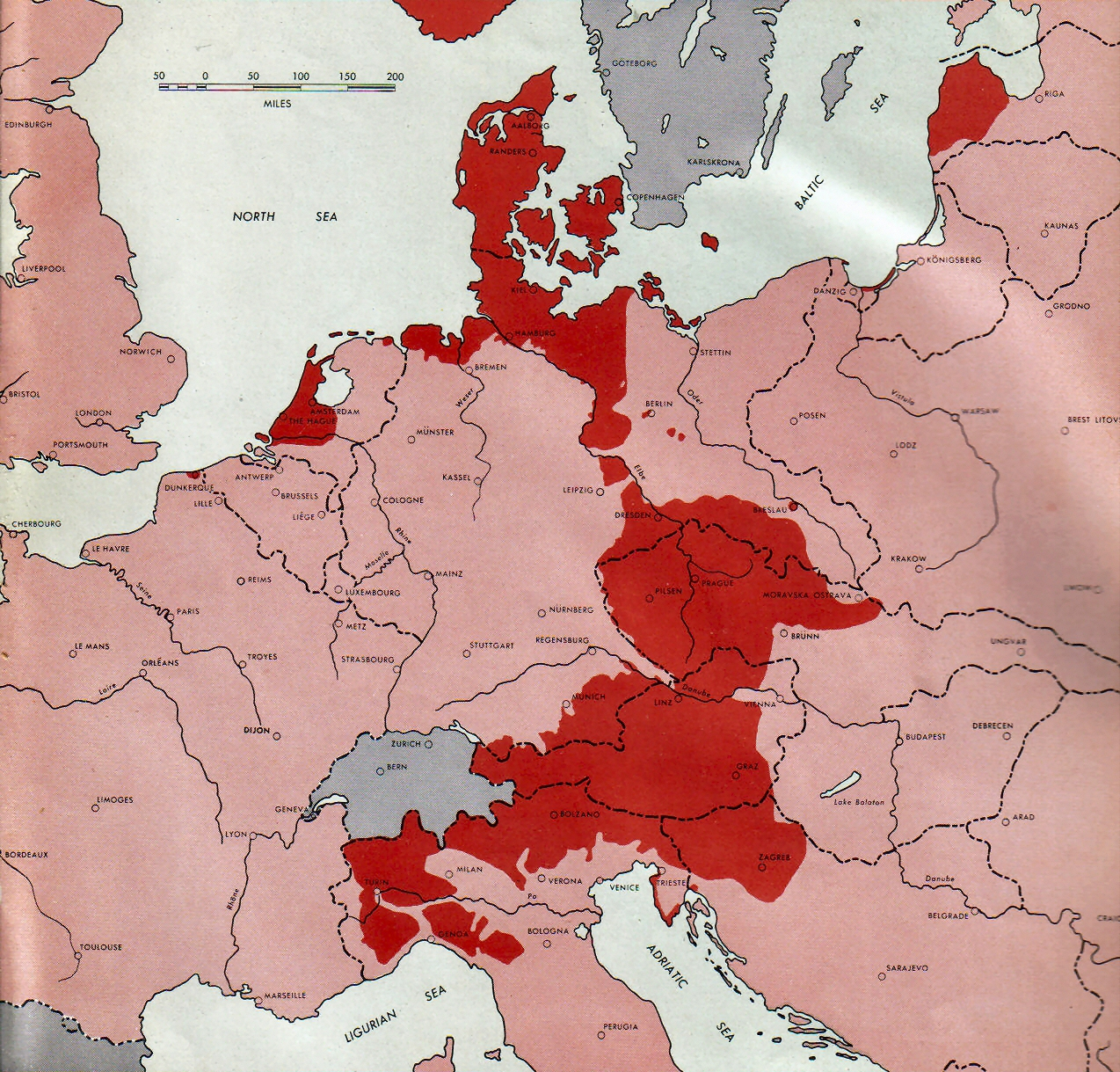
Áreas ocupadas por los Aliados el 1 de mayo de 1945 (rosa), y territorio ocupado posteriormente el 15 de mayo de 1945 (rojo)

La Línea de Contacto en Alemania marcó el mayor avance de los ejércitos estadounidense, británico, francés y soviético en el territorio controlado por Alemania al final de la Segunda Guerra Mundial en Europa en mayo de 1945.
El término de "línea de contacto" se refiere a la demarcación entre dos o más ejércitos determinados, ya sean aliados o beligerantes.

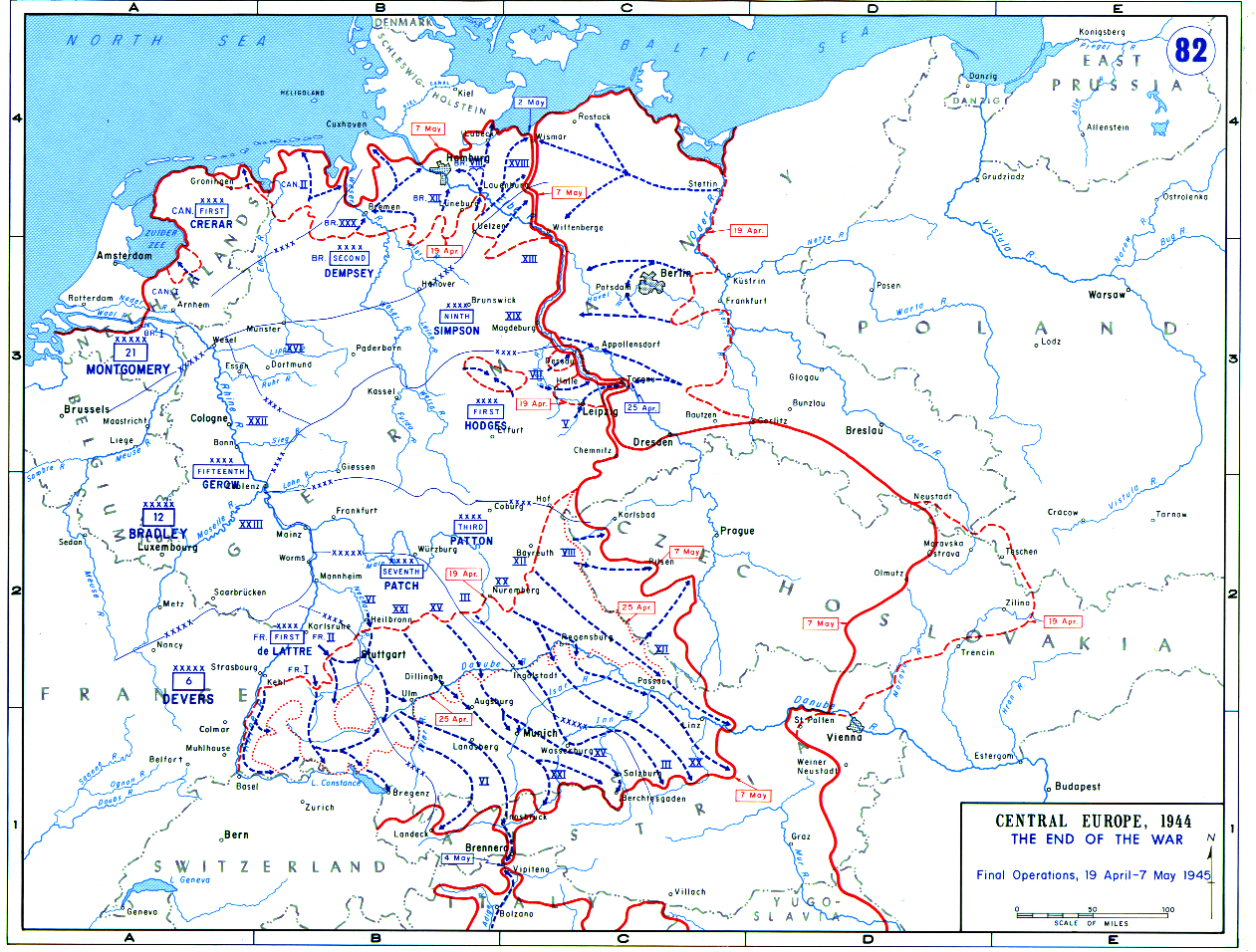
Posiciones finales de los ejércitos aliados occidentales y soviéticos, 8 de mayo de 1945. También se indican las zonas aún no ocupadas.

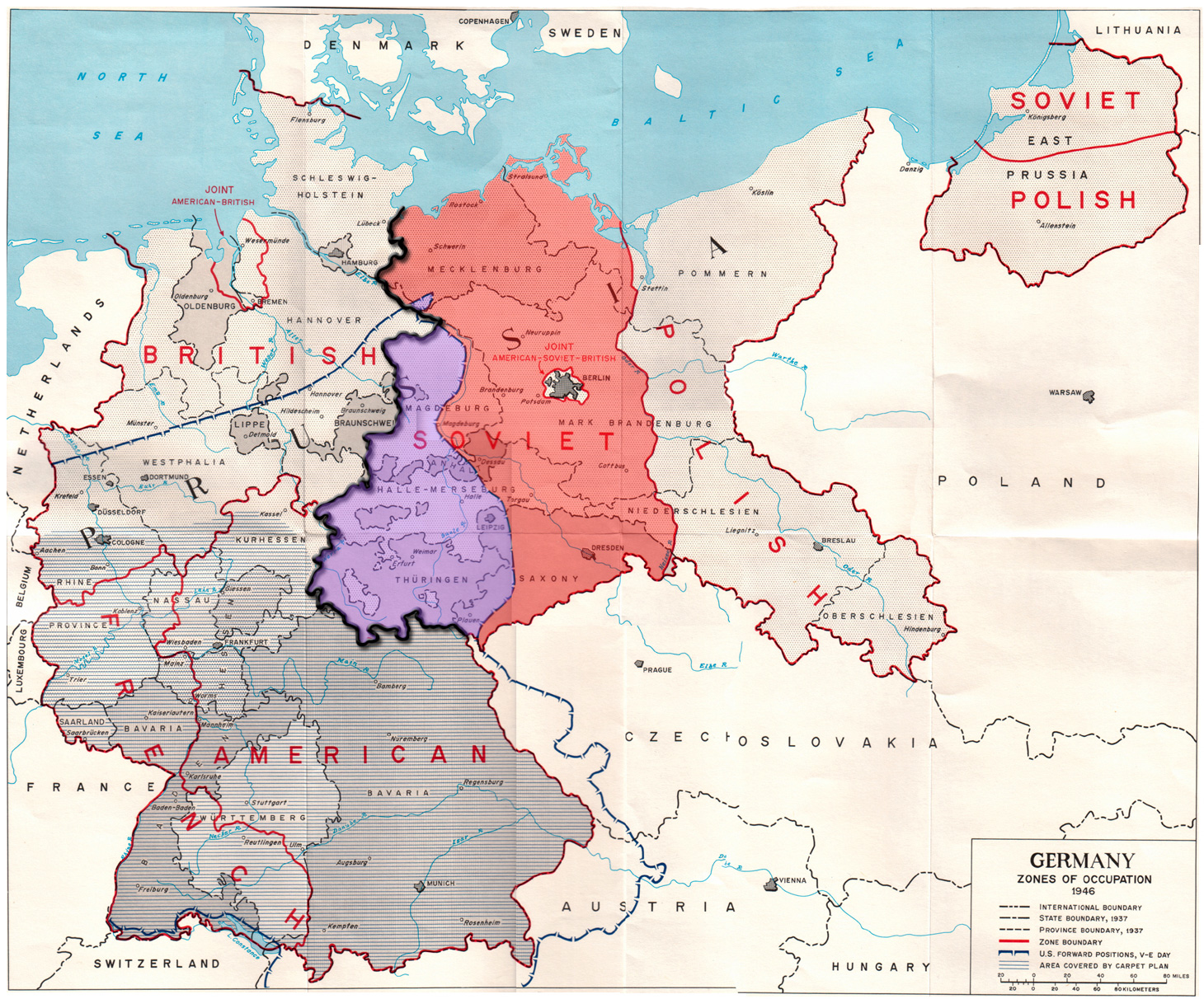
Las áreas cedidas por las fuerzas estadounidenses a las fuerzas soviéticas en el verano de 1945 (morado), sin incluir las áreas de Mecklemburgo ya cedidas anteriormente.

Los primeros contactos fueron realizados por el 273º Regimiento de Infantería, la 69ª División de Infantería de los EE. UU. y la 58ª División de Fusileros de la Guardia soviética.
El primer contacto visual se produjo a las 11:30 horas del 25 de abril en el pueblo de Leckwitz, cuando el primer teniente Arnold Kotzebue, de la 69 División de Infantería, vio a un jinete, llamado Aitkali Alibekov, entrando al patio de una de las casas de la calle central. La patrulla llegó a la orilla oeste del Elba a las 12:05 y la cruzó a las 12:30. Kotzebue había ido desde Leckwitz al Elba en Strehla, que confundió con Groba en su mapa, donde hizo su cruce y entabló una discusión con varios oficiales rusos antes de regresar a la orilla oeste del río y transportarse a otro sitio de cruce en un ferry más al norte. Más tarde ese día, después de reunirse con Kotzebue, el mayor Frederick W. Craig hizo contacto con los soviéticos a las 16:45 en Clanzchwitz. Estos dos contactos hasta el momento se habían producido en el sector del 175º Regimiento de Infantería del general Rusakov, cuyo comandante era el teniente coronel Alexander T. Gardiev.
Ese mismo día, a las 16:00 horas, el segundo teniente William D. Robertson también estableció contacto con elementos soviéticos.
La línea continuó formándose a medida que las tropas aliadas derrotaban a las fuerzas nazis, hasta el momento de la rendición incondicional de Alemania el 8 de mayo. Esta línea de contacto no se ajustaba a las zonas de ocupación acordadas en la Conferencia de Yalta. Este fue el lugar donde se encontraron los dos ejércitos. Los aliados occidentales, de hecho, habían ido mucho más allá de los límites, en algunos casos hasta trescientos kilómetros más allá, adentrándose en los estados de Mecklemburgo, Sajonia-Anhalt, Sajonia y Brandeburgo. La capital de Mecklemburgo, la ciudad de Schwerin, fue capturada el 2 de mayo de 1945. La ciudad de Leipzig, en Sajonia, fue probablemente la mayor de las ciudades capturadas por los estadounidenses que se encontraban dentro de las zonas que luego pasarían a los soviéticos . El territorio de Turingia fue completamente ocupado por las fuerzas estadounidenses.
Otros lugares donde las fuerzas aliadas occidentales cruzaron las líneas de demarcación fueron:
- Schwerin, Magdeburgo, tomada por los soviéticos de manos de los británicos el 1 de julio de 1945[7]
- Leipzig, tomada por los soviéticos a los estadounidenses el 3 de julio de 1945[8]
- Erfurt,[9] evacuada por las fuerzas estadounidenses entre el 1 y el 2 de julio, y ocupada por los soviéticos el 3 de julio.

Otros puntos de contacto entre los ejércitos aliados occidentales y los soviéticos antes del final de la guerra en Europa fueron:
- Wismar en la costa báltica
- El canal de Stör, donde las fuerzas soviéticas y estadounidenses se encontraron el 4 de mayo de 1945[10]
- Dessau y Pratau, contacto establecido el 26 de abril de 1945,[11] un área al este de Leipzig
- Linz, donde los ejércitos soviético y estadounidense se enfrentaron en Austria[12][13]
- Trieste, donde unidades neozelandesas y partisanos yugoslavos entraron en contacto el 3 de mayo de 1945[14][15]

Las fuerzas estadounidenses generalmente mantuvieron estas ganancias dentro de Alemania hasta julio de 1945, cuando por órdenes del presidente Harry S. Truman –y contra el consejo del primer ministro británico Winston Churchill–, se retiraron a los límites del acuerdo de Yalta que dividían a Alemania en zonas de ocupación. La Unión Soviética podría no haber permitido que los ejércitos estadounidenses, británicas y francesas ingresaran a Berlín, que estaba completamente bajo su control, si no se hubiesen respetado los límites del acuerdo. Las áreas cedidas por los estadounidenses pasaron a formar parte de la Alemania Oriental controladas por los soviéticos.
El ejército estadounidense no se retiró del oeste de Checoslovaquia hasta diciembre de 1945, como parte de un acuerdo que retiraba sus tropas y las soviéticas del país. El territorio de Austria controlado por los aliados se organizoó en un plan de ocupación conjunto. Siguió siendo técnicamente un país ocupado por las Cuatro Potencias hasta 1955, cuando las tropas extranjeras se retiraron. Austria se convirtió en un país neutral fuera de la Cortina de Hierro, mientras que Checoslovaquia cayó dentro del bloque oriental, aliándose con la Unión Soviética a través del Pacto de Varsovia .